# Bio-economie
Bio-economie (Engels: biobased economy, bioeconomy of biotechonomy) heeft betrekking op alle economische aspecten van het gebruik van natuurlijke hulpbronnen. Dit betreft alles wat groeit en hergroeibaar is. Vaak heeft men het over biomassa als men spreekt over bio-economie. Maar ook biobased grondstoffen in de bouw en productie van goederen uit hergroeibare grondstoffen zijn steeds belangrijker voor een duurzame economie. Soms wordt de term gekoppeld aan biotechnologie.

## Geschiedenis
De term biobased economy is geïntroduceerd door Juan Enriquez en Rodrigo Martine. Sinds 2005 is er in Nederland aandacht voor de bio-economie. In België is de Bio Base Europe Pilot Plant opgericht.

## Praktijk
Bij het denken over bio-economie richt men zich met name op de verschillende manieren om biomassa aan te wenden voor 
- Energieproductie
- Vezels voor bouwmaterialen en kleding (vlas, vezelhennep en brandnetel, hout)
- productie van bioplastics
- biologische gewasbescherming zoals het kiemremmingsmiddel Talent gewonnen uit karwijzaad
- specifiek onderzoek, zoals het mogelijk gebruik van de kleurstof purpurine gewonnen uit meekrap als organische kathode in een lithiumaccu ter vervangen van het metaal kobalt.[1]

Gewassen die kunnen groeien en al eeuwenlang gebruikt worden maken ook deel uit van de bio-economie. Denk daarbij aan hout en bamboe.
Bij energieproductie gaat het nu vooral om gewassen als maïs en suikerbieten of om reststromen organisch afval uit landbouw of natuurterreinen, maar in de toekomst mogelijk ook om algen.
Er worden verschillende processen gebruikt om de biomassa te oogsten en om te zetten. Dit kan gebeuren met technieken zoals: 
- Pyrolyse (wordt gebruikt voor het maken van pyrolyse-olie)
- Uitdroging
- Fermentatie
- Bioraffinage
- bio-ethanolproductie
- Anaerobe vergisting (wordt over het algemeen gebruikt bij het maken van methaangas)

## Centre for Biobased Economy
In Nederland is het Centre for Biobased Economy opgericht. Aan het centrum zijn universiteiten en bedrijven verbonden, onder andere de Wageningen Universiteit, Hogeschool Inholland en Hogeschool Van Hall Larenstein.